# Karen Foo Kune
Karen Foo Kune (ur. 29 maja 1982, Mauritius) – maurytyjska badmintonistka. Uczestniczka Letnich Igrzysk Olimpijskich 2008.